# Teretistris fornsi
La parula dell'Oriente (Teretistris fornsi Gundlach, 1858) è una specie di uccello appartenente alla famiglia dei Teretistridae endemico dell'isola di Cuba..

## Descrizione
Questa specie misura 13 cm di lunghezza. Le parti superiori del corpo sono di colore grigio non uniforme. Le parti inferiori sono invece per lo più gialle, con la pancia grigio chiara. Inoltre presenta un anello intorno agli occhi giallo-biancastro, e il becco leggermente ricurvo.

## Distribuzione e habitat
Come suggerisce il suo nome comune, la parula dell'Oriente si ritrova nella parte orientale e sud orientale dell'isola di Cuba. In particolare, vive in tutta la costa ovest, dalla provincia di Villa Clara sino all'estremità sud dell'Isola che si affaccia sul canale Sopravento; oltre che nella costa meridionale, dalla Provincia di Guantánamo alla provincia di Granma. 
Questa specie predilige le foreste aride, le foreste umide di pianura e montagna e i deserti e macchia xerofila.

## Tassonomia
Comprende le seguenti sottospecie:
- Teretistris fornsi fornsi Gundlach, 1858, sottospecie nominante diffusa a nord di Cuba
- Teretistris fornsi turquinensis Garrido, 2000, sottospecie diffusa a sud-est dell'isola